# Сумрачный (порог)
Сумрачный — речной порог на горной реке Чуя в Республике Алтай. Порог относится к 3 категории сложности по российской классификации. Длина порога составляет около 600 метров.

## Физико-географические характеристики порога
Порог Сумрачный расположен в нижнем течении реки Чуя у отметки «423 км» федеральной трассы Р256 (Чуйский тракт) в республике Алтай (Онгудайский район) за правым поворотом реки в месте её скального сужения. Через 400 метров после порога Сумрачный начинается порог Буревестник (3 к. с.). Порог Сумрачный является первым порогом Нижней Чуи.

## Технические характеристики порога
Порог Сумрачный относится к 3 категории сложности по российской классификации. Длина порога составляет около 600 метров. Разведка порога осуществляется с правого берега. Характерными препятствиями порога являются валы, сливы и бочки. Формально, порог можно разделить на две части. В первой части порога расположена группа больших надводный камней. После камней идёт группа небольших сливов высотой до 1 метра. После сливов начинается вторая часть порога с проходами между камнями и валами размером до 1 метра. После выхода из порога в центре реки расположен галечный остров, разбивающий реку на две части. Порог проходится по основной струе ближе к правому берегу с уходом в правую протоку. После выхода из порога рекомендуется причалить на правый берег для проведения разведки порога Буревестник.

## Туризм
Порог Сумрачный является одним из препятствий при сплавах по Нижней Чуе. Порог является проходимым для плотов (рафтов), катамаранов, каяков.